# Кутикула
Кутикула је површински заштитни слој на телу многих животиња и биљака, нарочито оних које насељавају сувоземне екосистеме. Синтетише је епидермис, нема ћелијску структуру, а у састав кутикуле често улазе липиди. Функција кутикуле је механичка заштита и заштита од прекомерног исушивања тела.

## Кутикула биљака
Кутикула је присутна код појединих група алги и код свих копнених биљака. У састав кутикуле копнених биљака улази воштано једињење кутин, док се код алги могу пронаћи и друга једињења. Кутин је непропустан за воду те слој који гради успешно задржава воду у телу, спречавајући испаравање са површине. Код васкуларних биљака кутикула не прекрива једино отворе за размену гасова (стоме и лентицеле).

## Кутикула бескичмењака
Кутикула је присутна код већине група бескичмењака, али најзначајнију улогу има код животиња код којих долази до њеног пресвлачења (Ecdysozoa). Код ове групе бескичмењака (у коју спадају и најбројнији - зглавкари) кутикула је изграђена од два слоја:
- спољашње епикутикуле, која је најчешће изграђена из липопротеина;
- унутрашње прокутикуле, која је већим делом изграђена од хитина и може се диференцирати на два подслоја:

- спољашњи, егзокутикулу
- унутрашњи, ендокутикулу

Чврстина кутикуле се понекад остварује инкрустацијама калцијум-карбоната, као што је случај код ендокутикуле декаподних ракова. Како кутикула спречава раст организма, током животног циклуса неколико пута се дешава њено пресвлачење. Пресвлачење је хормонски регулисано.

## Кутикула хордата
Међу хордатима, само примитивније (водене групе попут туниката и риба) садрже кутикулу на површини тела. Улога кутикуле је механичка одбрана, заштита од патогена, као и омогућавање лакшег кретања кроз водену средину.